# 鳞茎

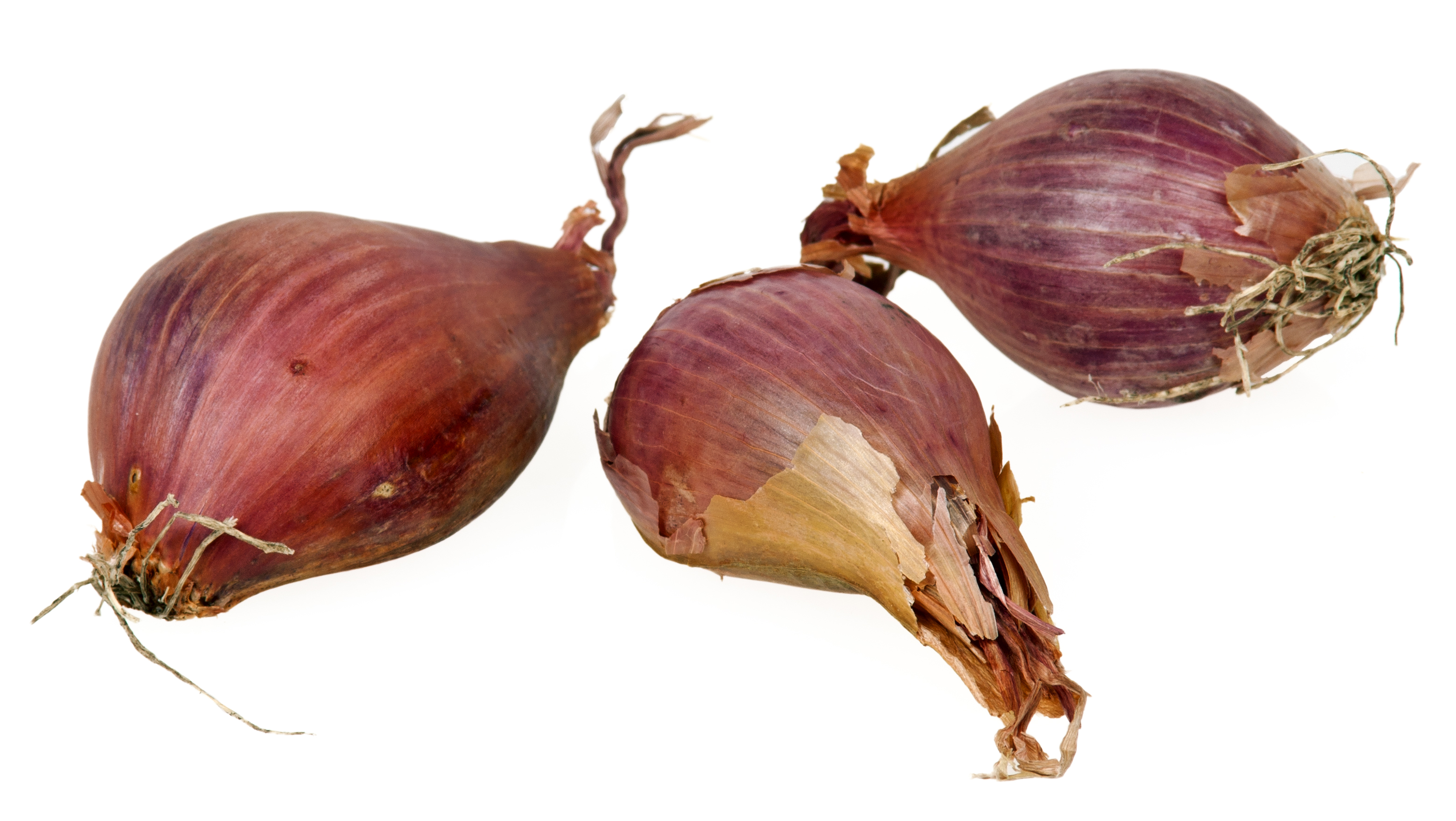
火葱鳞茎

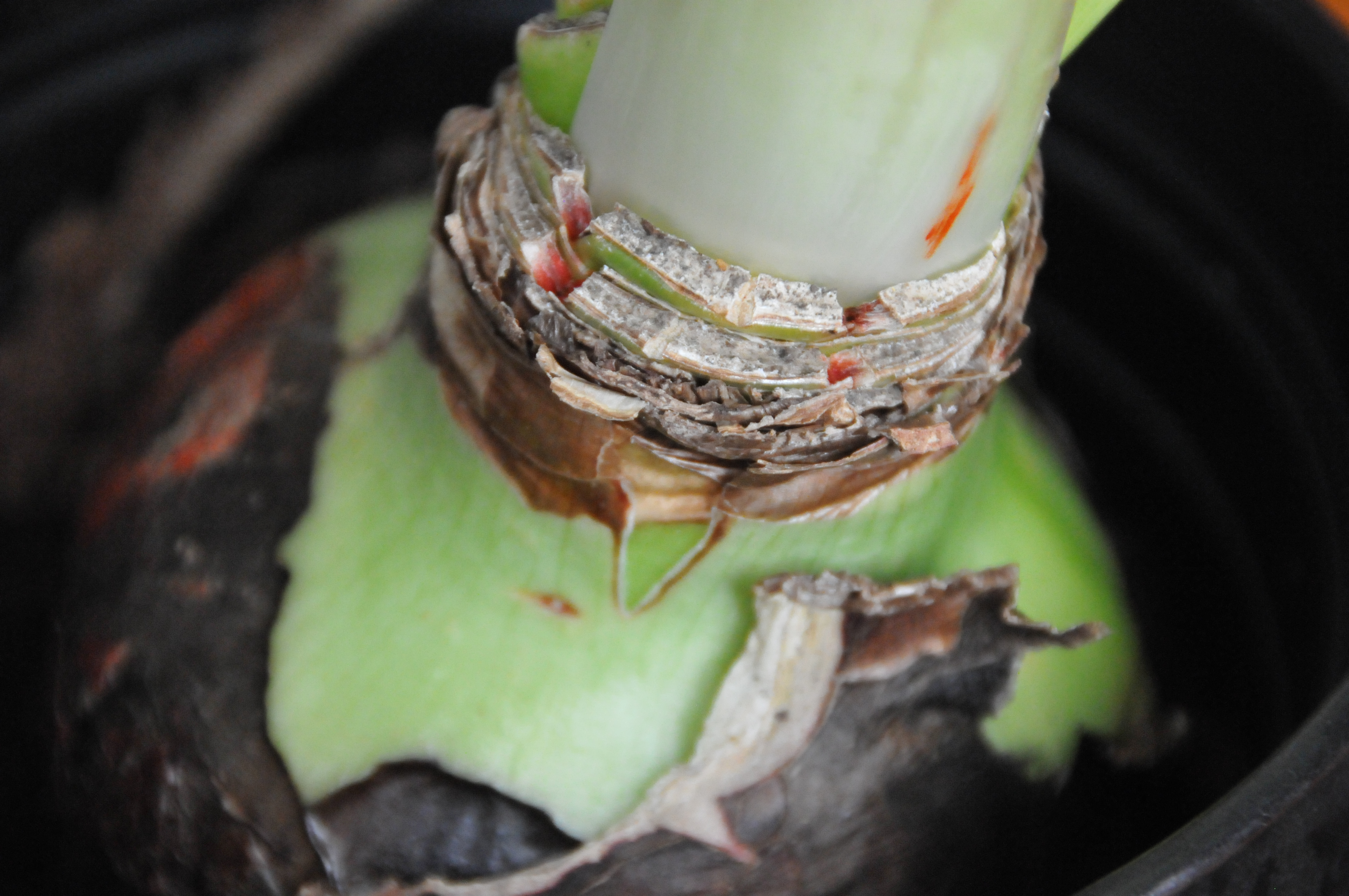
朱顶红鳞茎

在植物学，鳞茎是一个带有肉质叶或叶基的短茎，其功能是在休眠期间作为养分贮藏器官。鳞茎是植物的一种變態莖，形狀通常為圓或橢圓形。真的莖在中心部份，直立，长得又短又粗，茎的外部生有许多层鳞片狀葉子，所以这种茎被称为鳞茎。鳞茎通常是地下茎。

## 鳞茎的構造

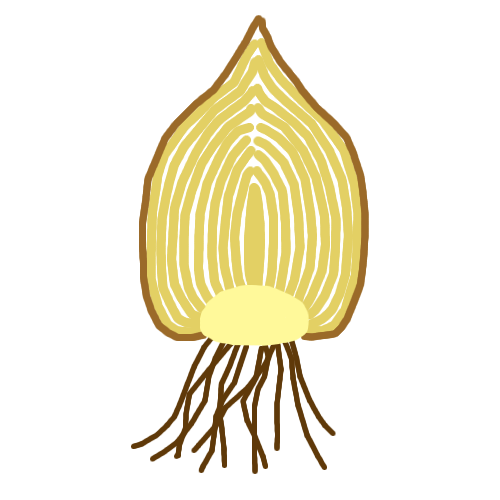
经过鳞茎的纵切面

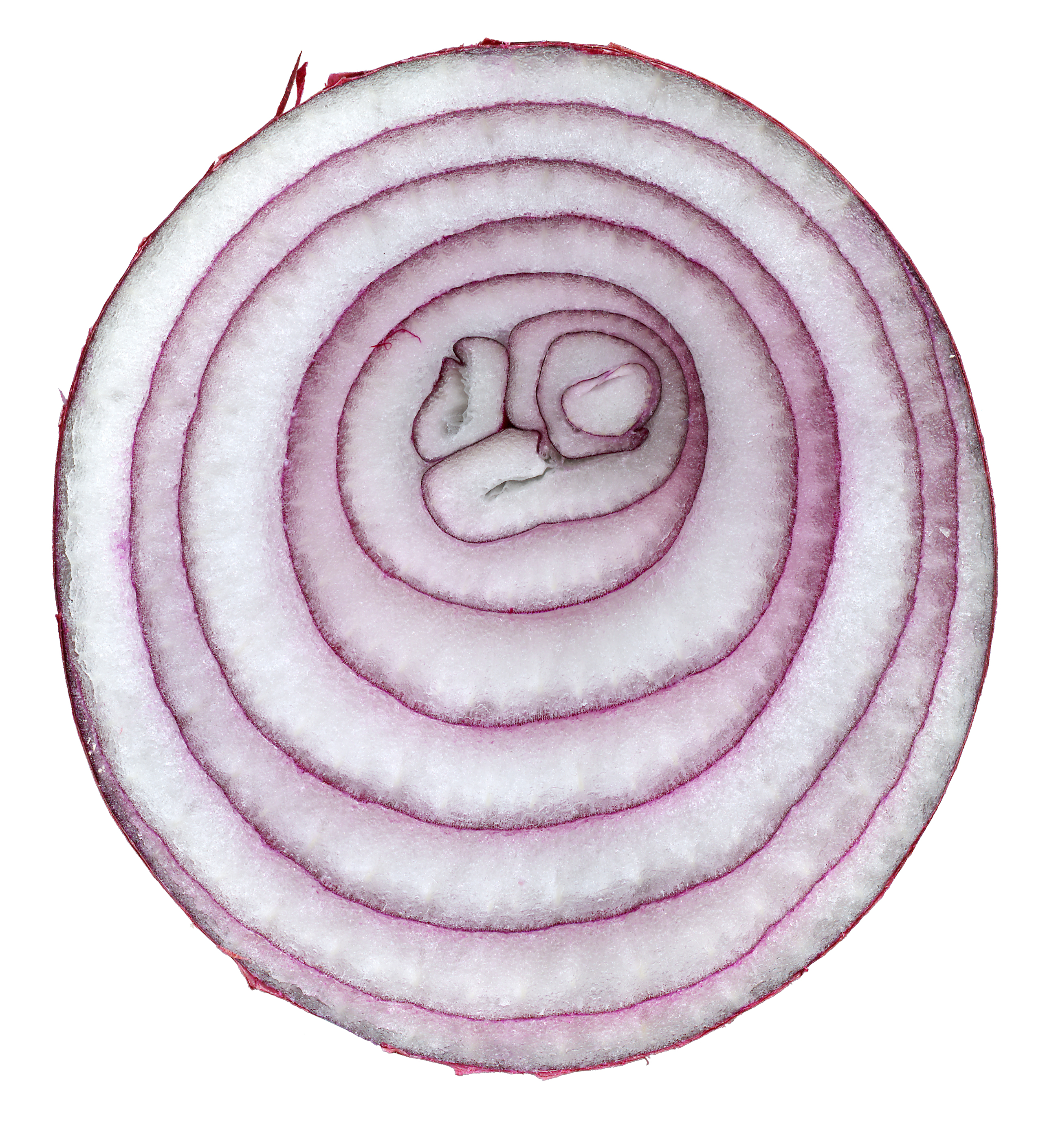
洋葱鳞茎的横截面

鱗芽（bulbil），又稱「球芽」，英文別名為「bulblet」、「bulbet」、「bulbel」等等。
例如，天南星科植物的種子在非相似原生地，不易繁殖時，常常藉鱗芽行「無性生殖」現象。

### 頂芽
長在中心的真莖頂部，可發育為植物地上部份。

### 側芽
長在各鳞片狀葉子的葉腋內，可形成新的鳞茎，這些新鱗茎称为子鳞茎。

## 鳞茎的功用

### 繁殖
鳞茎有類似種子的作用，由鳞茎能夠發育出莖、葉、花及屬于不定根的根。
有些植物鱗莖的養分豐富，不必種在泥土，只要有些水份就能生長，如：水仙、風信子等。
且鳞茎比種子更為優越，以下列出幾點：
1. 鳞茎上的鱗片狀葉子，儲存的發育所需之養分比種子更為豐富，
2. 植物從鳞茎發育，比從種子發育生長更快。

### 助植物過冬生存
鳞茎可以活多年，且單保留鳞茎就可發育出新的一株植物，可使植物順利過冬。

## 鳞茎的種類
以鱗莖的外皮分两种
1. 有皮鳞茎：外被纸质外皮，如：郁金香、水仙。
2. 无皮鳞茎：没有外皮包被，如百合。

以鱗片狀葉子的形狀分，又分為：
1. 環狀或層片狀：如：洋蔥。
2. 鱗片狀：如：百合。

## 鳞茎植物
洋葱、百合、水仙、風信子、鬱金香、龍舌蘭草、朱頂紅、蔥蓮、韭蓮、川贝、君子兰、贝母、蒜

## 具有食用价值的鳞茎
- 洋葱：蔬菜的一种。
- 龍舌蘭草：酿造龙舌兰酒。
- 百合：蔬菜的一种。
- 蒜：香料的一種